# Bal Tash'hit
Bal tash'hit (hébreu : בל תשחית « ne détruis pas ») est un précepte interdisant de détruire toute chose dont on pourrait tirer profit. Initialement formulé sur les arbres en temps de guerre, il a été élargi par les rabbins à l’interdiction de toute forme de gaspillage et à la préservation des ressources, naturelles ou autres.

## Bal tesh'hit dans les sources juives
Le précepte de bal tash'hit trouve sa source dans les versets bibliques prescrivant de ne pas détruire les arbres fruitiers.